# Wohnhaus Himmelreich 27
Das Wohnhaus Himmelreich 27 in der niedersächsischen Samtgemeinde Land Hadeln, Gemeinde Otterndorf, im Landkreis Cuxhaven, stammt vom Anfang des 19. Jahrhunderts. Aktuell (2024) wird es als Wohn- und Geschäftshaus genutzt.
Das Gebäude steht unter Denkmalschutz (siehe auch Liste der Baudenkmale in Otterndorf).

## Geschichte und Beschreiung
Otterndorf war der Hauptort des Landes Hadeln. 1400 erhielt er von Herzog Erich von Sachsen-Lauenburg das Stadtrecht. Die ehemalige Wurtsiedlung Otterndorf liegt um die Kirche herum an den Straßen Johann-Heinrich-Voß-Straße und Himmelreich. Sie besteht als Siedlungskern bereits seit dem Mittelalter. Ihre zumeist Fachwerkbauten aus dem 17. und 18. Jahrhundert sind in der Regel giebelständig und damit größtenteils zum ehemaligen Kirchhof ausgerichtet. Zur Wurtsiedlung gehören auch die Alte Lateinschule Otterndorf und das ehemalige Pfarrhaus der Severikirche. Der Ort war lange Zeit ein wichtiger Umschlagplatz in Norddeutschland.
Das eingeschossige giebelständige Gebäude in Fachwerk mit Steinausfachungen und Hochrähmkonstruktion mit durchgezapften Ankerbalken sowie mit ziegelgedecktem Satteldach wurde 1727 (Inschrift) gebaut. Der Straßengiebel mit Giebelspieß kragt auf profilierten Knaggen zweifach vor. Das Haus erhielt nach Umbauten Schaufenster in einer Utlucht. Es steht im Verbund mit der Nr. 25 und der Nr. 29.
Der denkmalgeschützte Straßenraum mit Straßenpflasterung ist ein Bestandteil der Wurtsiedlung.
Das Landesdenkmalamt befand u. a.: „… Teil der Wurtsiedlung …“